# Eleições presidenciais de 2016 em Almada

## Resultados oficiais
| Candidato               | Candidato                | Votos   | %               |
| ----------------------- | ------------------------ | ------- | --------------- |
|                         | Marcelo Rebelo de Sousa  | 29 762  | 39,64 / 100,00  |
|                         | António Sampaio da Nóvoa | 23 090  | 30,75 / 100,00  |
|                         | Marisa Matias            | 9 083   | 12,10 / 100,00  |
|                         | Edgar Silva              | 5 957   | 7,93 / 100,00   |
|                         | Maria de Belém Roseira   | 3 103   | 4,13 / 100,00   |
|                         | Paulo de Morais          | 1 853   | 2,47 / 100,00   |
|                         | Vitorino Silva           | 1 440   | 1,92 / 100,00   |
|                         | Henrique Neto            | 534     | 0,71 / 100,00   |
|                         | Jorge Sequeira           | 164     | 0,22 / 100,00   |
|                         | Cândido Ferreira         | 99      | 0,13 / 100,00   |
| Votos Inválidos         | Votos Inválidos          | 1 592   | 2,07 / 100,00   |
| Total                   | Total                    | 76 677  | 100,00 / 100,00 |
| Eleitorado/Participação | Eleitorado/Participação  | 148 963 | 51,47 / 100,00  |

## Resultados por Freguesia
Os resultados dos candidatos por freguesia foram os seguintes:
| Freguesia                                  | %     | %     | %     | %    | %    | %    | %    | %    | %    | %    | Votantes |
| Freguesia                                  | MRS   | ASN   | MM    | ES   | MBR  | PM   | VS   | HN   | JS   | CF   | Votantes |
| ------------------------------------------ | ----- | ----- | ----- | ---- | ---- | ---- | ---- | ---- | ---- | ---- | -------- |
| Almada, Cova da Piedade, Pragal e Cacilhas | 36,76 | 33,65 | 11,59 | 9,30 | 3,93 | 2,30 | 1,40 | 0,76 | 0,19 | 0,12 | 24 631   |
| Caparica e Trafaria                        | 37,79 | 29,28 | 12,60 | 9,53 | 4,89 | 2,12 | 2,68 | 0,75 | 0,26 | 0,09 | 9 789    |
| Charneca de Caparica e Sobreda             | 45,45 | 27,37 | 12,13 | 5,46 | 3,69 | 2,77 | 2,00 | 0,75 | 0,25 | 0,13 | 19 866   |
| Costa de Caparica                          | 46,46 | 27,70 | 11,13 | 5,14 | 3,78 | 2,60 | 2,22 | 0,77 | 0,09 | 0,10 | 5 808    |
| Laranjeiro e Feijó                         | 35,66 | 32,42 | 12,85 | 8,91 | 4,64 | 2,51 | 2,04 | 0,55 | 0,24 | 0,17 | 16 583   |
| Almada                                     | 39,64 | 30,75 | 12,10 | 7,93 | 4,13 | 2,47 | 1,92 | 0,71 | 0,22 | 0,13 | 76 677   |

### Almada, Cova da Piedade, Pragal e Cacilhas
| Candidato               | Candidato                | Votos  | %               |
| ----------------------- | ------------------------ | ------ | --------------- |
|                         | Marcelo Rebelo de Sousa  | 8 873  | 36,76 / 100,00  |
|                         | António Sampaio da Nóvoa | 8 122  | 33,65 / 100,00  |
|                         | Marisa Matias            | 2 798  | 11,59 / 100,00  |
|                         | Edgar Silva              | 2 244  | 9,30 / 100,00   |
|                         | Maria de Belém Roseira   | 949    | 3,93 / 100,00   |
|                         | Paulo de Morais          | 555    | 2,30 / 100,00   |
|                         | Vitorino Silva           | 337    | 1,40 / 100,00   |
|                         | Henrique Neto            | 183    | 0,76 / 100,00   |
|                         | Jorge Sequeira           | 47     | 0,19 / 100,00   |
|                         | Cândido Ferreira         | 30     | 0,12 / 100,00   |
| Votos Inválidos         | Votos Inválidos          | 493    | 2,00 / 100,00   |
| Total                   | Total                    | 24 631 | 100,00 / 100,00 |
| Eleitorado/Participação | Eleitorado/Participação  | 45 490 | 54,15 / 100,00  |

### Caparica e Trafaria
| Candidato               | Candidato                | Votos  | %               |
| ----------------------- | ------------------------ | ------ | --------------- |
|                         | Marcelo Rebelo de Sousa  | 3 616  | 37,79 / 100,00  |
|                         | António Sampaio da Nóvoa | 2 802  | 29,28 / 100,00  |
|                         | Marisa Matias            | 1 206  | 12,60 / 100,00  |
|                         | Edgar Silva              | 912    | 9,53 / 100,00   |
|                         | Maria de Belém Roseira   | 468    | 4,89 / 100,00   |
|                         | Vitorino Silva           | 256    | 2,68 / 100,00   |
|                         | Paulo de Morais          | 203    | 2,12 / 100,00   |
|                         | Henrique Neto            | 72     | 0,75 / 100,00   |
|                         | Jorge Sequeira           | 25     | 0,26 / 100,00   |
|                         | Cândido Ferreira         | 9      | 0,09 / 100,00   |
| Votos Inválidos         | Votos Inválidos          | 220    | 2,25 / 100,00   |
| Total                   | Total                    | 9 789  | 100,00 / 100,00 |
| Eleitorado/Participação | Eleitorado/Participação  | 21 772 | 44,96 / 100,00  |

### Charneca de Caparica e Sobreda
| Candidato               | Candidato                | Votos  | %               |
| ----------------------- | ------------------------ | ------ | --------------- |
|                         | Marcelo Rebelo de Sousa  | 8 823  | 45,45 / 100,00  |
|                         | António Sampaio da Nóvoa | 5 314  | 27,37 / 100,00  |
|                         | Marisa Matias            | 2 354  | 12,13 / 100,00  |
|                         | Edgar Silva              | 1 060  | 5,46 / 100,00   |
|                         | Maria de Belém Roseira   | 716    | 3,69 / 100,00   |
|                         | Paulo de Morais          | 538    | 2,77 / 100,00   |
|                         | Vitorino Silva           | 389    | 2,00 / 100,00   |
|                         | Henrique Neto            | 145    | 0,75 / 100,00   |
|                         | Jorge Sequeira           | 48     | 0,25 / 100,00   |
|                         | Cândido Ferreira         | 26     | 0,13 / 100,00   |
| Votos Inválidos         | Votos Inválidos          | 450    | 2,28 / 100,00   |
| Total                   | Total                    | 19 866 | 100,00 / 100,00 |
| Eleitorado/Participação | Eleitorado/Participação  | 36 125 | 54,99 / 100,00  |

### Costa de Caparica
| Candidato               | Candidato                | Votos  | %               |
| ----------------------- | ------------------------ | ------ | --------------- |
|                         | Marcelo Rebelo de Sousa  | 2 658  | 46,46 / 100,00  |
|                         | António Sampaio da Nóvoa | 1 585  | 27,70 / 100,00  |
|                         | Marisa Matias            | 637    | 11,13 / 100,00  |
|                         | Edgar Silva              | 294    | 5,14 / 100,00   |
|                         | Maria de Belém Roseira   | 216    | 3,78 / 100,00   |
|                         | Paulo de Morais          | 149    | 2,60 / 100,00   |
|                         | Vitorino Silva           | 127    | 2,22 / 100,00   |
|                         | Henrique Neto            | 44     | 0,77 / 100,00   |
|                         | Cândido Ferreira         | 6      | 0,10 / 100,00   |
|                         | Jorge Sequeira           | 5      | 0,09 / 100,00   |
| Votos Inválidos         | Votos Inválidos          | 87     | 1,50 / 100,00   |
| Total                   | Total                    | 5 808  | 100,00 / 100,00 |
| Eleitorado/Participação | Eleitorado/Participação  | 11 595 | 50,09 / 100,00  |

### Laranjeiro e Feijó
| Candidato               | Candidato                | Votos  | %               |
| ----------------------- | ------------------------ | ------ | --------------- |
|                         | Marcelo Rebelo de Sousa  | 5 792  | 35,66 / 100,00  |
|                         | António Sampaio da Nóvoa | 5 267  | 32,42 / 100,00  |
|                         | Marisa Matias            | 2 088  | 12,85 / 100,00  |
|                         | Edgar Silva              | 1 447  | 8,91 / 100,00   |
|                         | Maria de Belém Roseira   | 754    | 4,64 / 100,00   |
|                         | Paulo de Morais          | 408    | 2,51 / 100,00   |
|                         | Vitorino Silva           | 331    | 2,04 / 100,00   |
|                         | Henrique Neto            | 90     | 0,55 / 100,00   |
|                         | Jorge Sequeira           | 39     | 0,24 / 100,00   |
|                         | Cândido Ferreira         | 28     | 0,17 / 100,00   |
| Votos Inválidos         | Votos Inválidos          | 339    | 2,05 / 100,00   |
| Total                   | Total                    | 16 583 | 100,00 / 100,00 |
| Eleitorado/Participação | Eleitorado/Participação  | 33 981 | 48,80 / 100,00  |